# Fascia endothoracique
Le fascia endothoracique (ou aponévrose endothoracique ou fascia sous-pleural ou lame sous-pleurale ou tissu sous-pleural) est la couche de tissu conjonctif qui recouvre la face interne de la cage thoracique et qui sépare la plèvre des espaces intercostaux et des côtes.

## Description
Le fascia endothoracique est la membrane la plus externe de la cavité thoracique.
Au niveau du diaphragme il constitue le fascia phrénico-pleural. Au niveau du hiatus œsophagien, un épaississement constitue le ligament phrénico-oesophagien supérieur qui rejoint l’œsophage.
Sur les sommets des poumons, il est plus fibreux et constitue la membrane suprapleurale (ou membrane sous-pleurale).
Il sépare l'artère thoracique interne de la plèvre.et contient une quantité variable de graisse.